# Округ Метјуз (Вирџинија)
Метјуз (енгл. Mathews County) је округ у америчкој савезној држави Вирџинија.

## Демографија
По попису из 2010. године број становника је 8.978, што је 229 (-2,5%) становника мање него 2000. године.
| Група             | 2000.         | 2010.         |
| Белци             | 7.995 (86,8%) | 7.835 (87,3%) |
| Афроамериканци    | 1.036 (11,3%) | 823 (9,2%)    |
| Азијати           | 17 (0,2%)     | 31 (0,3%)     |
| Хиспаноамериканци | 73 (0,8%)     | 104 (1,2%)    |
| Укупно            | 9.207         | 8.978         |